# Lobesia occidentis
Lobesia occidentis is een vlinder uit de familie bladrollers (Tortricidae). De wetenschappelijke naam is voor het eerst geldig gepubliceerd in 1970 door Falkovitsh.
De soort komt voor in Europa.